# فيكتوريا بانكس
فيكتوريا بانكس هي مغنية وكاتبة غنائية كندية، ولدت في 8 فبراير 1973 في District Municipality of Muskoka ‏ في كندا.

## وصلات خارجية
- الموقع الرسمي
- فيكتوريا بانكس على موقع ميوزك برينز (الإنجليزية)
- فيكتوريا بانكس على موقع ديسكوغز (الإنجليزية)